# Prijs voor Mensenrechten
De Prijs voor Mensenrechten is een Belgische prijs die elk jaar rond de dag van de mensenrechten door de Liga voor Mensenrechten wordt toegekend aan een persoon, organisatie of initiatief die zich het voorbije jaar verdienstelijk heeft gemaakt op het vlak van de rechten van de mens. 
| Jaar | Winnaar                                                                         | Toelichting |
| ---- | ------------------------------------------------------------------------------- | --- |
| 1991 | Gastvrij Lint                                                                   | |
| 1992 | André De Cock                                                                   | |
| 1993 | Couleur Locale                                                                  | |
| 1994 | Jef Vanwingh                                                                    | |
| 1995 | Centrum voor de Rechten van het Kind                                            | |
| 1996 | Moeders voor Moeders                                                            | |
| 1997 | Vakbondsafgevaardigden van arbeiders en bedienden van Renault Vilvoorde         | |
| 1998 | Kerkwerk Multicultureel Samenleven                                              | |
| 1999 | Mong Rosseel, Vuile Mong en de Vieze Gasten                                     | |
| 2000 | Lieven Dupont                                                                   | |
| 2001 | Ludo De Witte                                                                   | |
| 2002 | Gretta Duisenberg                                                               | acties voor de rechten van Palestijnen |
| 2003 | Willy Derveaux                                                                  | |
| 2004 | GAL                                                                             | kwaliteiten als kunstenaar en democraat. |
| 2005 |                                                                                 | |
| 2006 | Christine Van Den Wyngaert                                                      | Humanisering en internationalisering van strafrecht, onder meer als rechter bij het Joegoslaviëtribunaal.                                                        |
| 2007 | Martin Vanden Hende voor werking 'Ontgrendeld' van Centrum OBRA (nu VOLUIT vzw) | project van een dagcentrum dat geïnterneerden helpt aanpassen aan gewone gevangenis.                                                                             |
| 2008 | Jean-Pierre en Luc Dardenne                                                     | aandacht voor sociale en economische rechten in hun films. |
| 2009 | Frederik Evers                                                                  | vrederechter en voorzitter van Magistratuur & Maatschappij voor een humane en doorzichtige justitie.                                                             |
| 2010 | Touché vzw                                                                      | begeleiding van (ex)gedetineerden om hun agressie te helpen verminderen.                                                                                         |
| 2011 | Canine Assisted Therapy project                                                 | geïnterneerden krijgen de zorg en verantwoordelijkheid over een hulpbehoevende hond.                                                                             |
| 2012 | Françoise Tulkens                                                               | voortrekkersrol als rechter bij het Europees Hof voor de Rechten van de Mens.                                                                                    |
| 2013 | Ploeg van Panorama                                                              | doet nadenken en weekt maatschappelijk debat los. |
| 2014 | Gestorvenen in de cel                                                           | symbolische oproep voor betere gezondheidszorg voor gedetineerden en geïnterneerden.                                                                             |
| 2015 | Henri Heimans                                                                   | tomeloze inzet voor nieuwe interneringswet. |
| 2016 | Humane Opvang van vluchtelingen                                                 | erkenning voor inzet van Fernand Maréchal, Hamid Hisari en Patrick Legein.                                                                                       |
| 2017 | Khalid Benhaddou                                                                | verbindingsfiguur tegen polarisering. |
| 2018 | Globe Aroma                                                                     | artistieke werk- en ontmoetingsplaats voor nieuwkomers. |
| 2019 | Gerrit Loots en de Jihad van de Moeders                                         | inzet voor terughalen van IS-kinderen uit Syrië. |
| 2020 | Dirk Van Duppen                                                                 | dokter bij Geneeskunde voor het Volk en grondlegger voor het kiwimodel voor betaalbare geneesmiddelen                                                            |
| 2021 | Roger Lybaert, Ayoub Bouda, BOEH!, Zwijgen is geen optie en Radio Gaga          | de eerste drie komen op voor de vrijheid van kwetsbare groepen in onze samenleving en de laatste twee geven deze stemmen een plaats in het maatschappelijk debat |